# Palmares Paulista
Palmares Paulista este un oraș în São Paulo (SP), Brazilia.